# Suchiapa (kommun)
Suchiapa är en kommun i Mexiko.   Den ligger i delstaten Chiapas, i den sydöstra delen av landet, 700 km öster om huvudstaden Mexico City. Arean är 355 kvadratkilometer.
Terrängen i Suchiapa är huvudsakligen kuperad.
Följande samhällen finns i Suchiapa:
- Suchiapa
- Plan de Mulumí